# Podilla (obwód mikołajowski)
Podilla (ukr. Поділля) – wieś na Ukrainie, w obwodzie mikołajowskim, w rejonie wozniesieńskim, w hromadzie Wesełynowe. W 2001 liczyła 835 mieszkańców, spośród których 775 wskazało jako ojczysty język ukraiński, 24 rosyjski, 24 mołdawski, 4 białoruski, 4 ormiański, 2 gagauski, a 2 inny.